# Chaetodon pictus
Chaetodon pictus är en fiskart som beskrevs av Forsskål, 1775. Chaetodon pictus ingår i släktet Chaetodon och familjen Chaetodontidae. IUCN kategoriserar arten globalt som livskraftig. Inga underarter finns listade i Catalogue of Life.